# Operation Sonderaktion Krakau
Operation Sonderaktion Krakau var kodnamnet för nazisternas aktion mot professorer och lärare vid Jagellonska universitetet i det av Tyskland ockuperade Kraków.
Den 6 november 1939 genomförde SS-Obersturmbannführer Bruno Müller och ett insatskommando från SS aktionen. Under förespegling att Müller skulle hålla en föreläsning om den tyska ockupationsmaktens planer för Polens undervisnings- och utbildningsväsen, kallades 183 professorer och medarbetare vid Jagellonska universitetet och två andra läroinstitutioner till Collegium Novum. Samtliga greps och deporterades till koncentrationslägren Sachsenhausen och Dachau.